# Werthchen

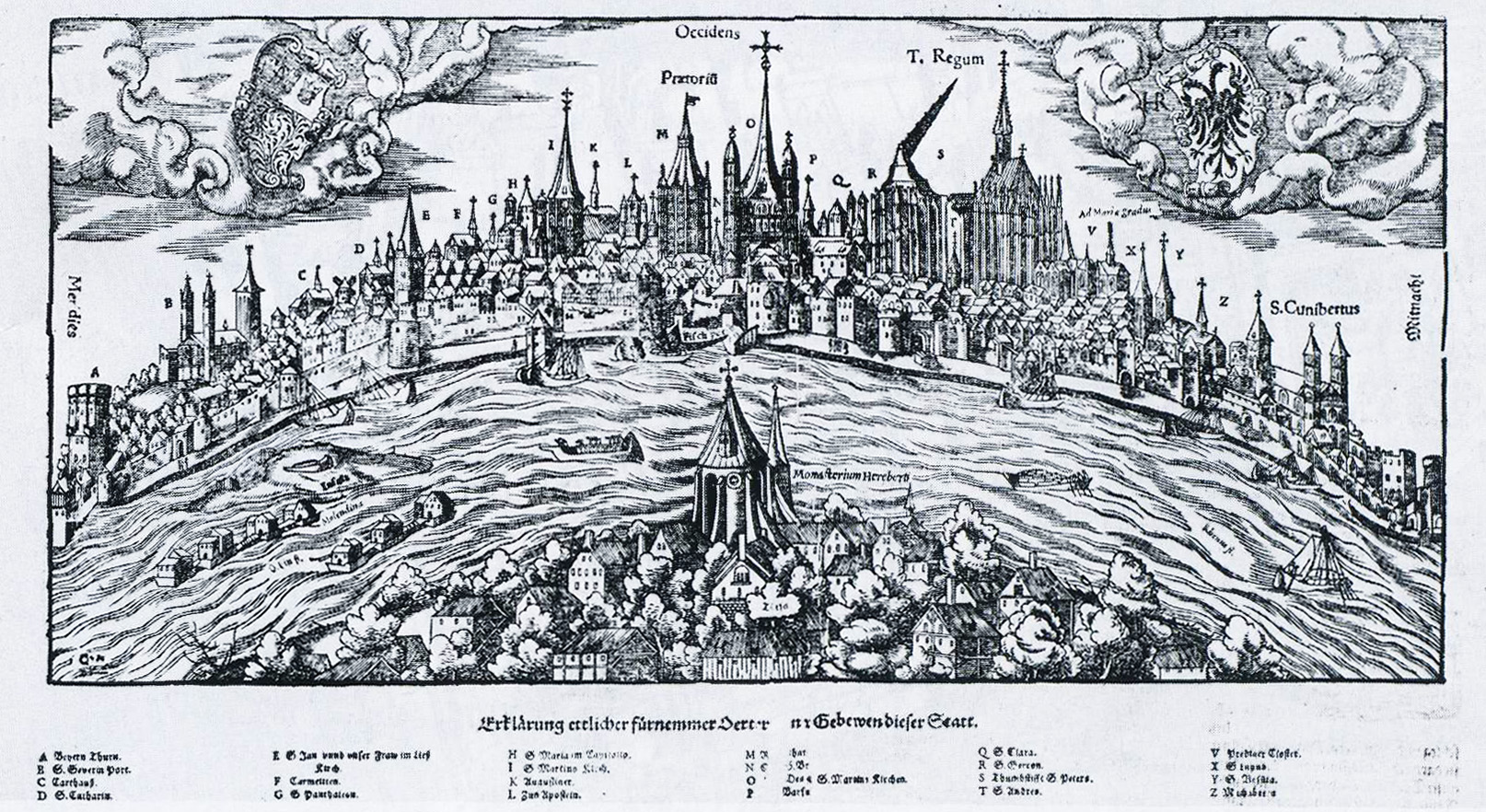
Rheinpanorama von Hans Rudolf Manuel, 1548

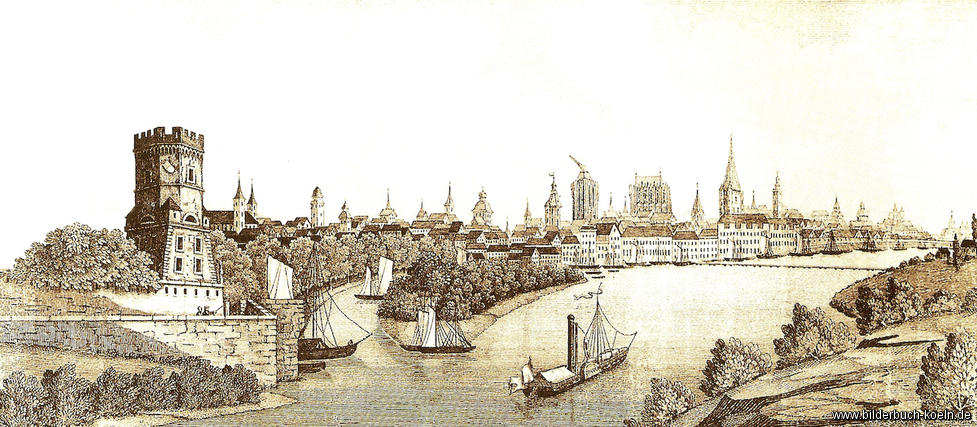
Der Bayenturm und das baumbedeckte Werthchen, Kupferstich aus 1825

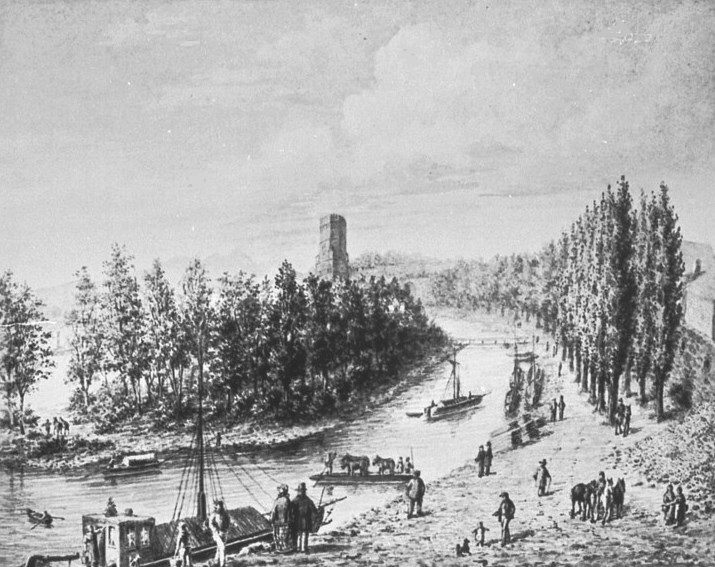
Rheinau: Wertchen, Aquarell von Tillmann Wattler (um 1850)

Das Werthchen – auch Rheinau-Insel genannt – war eine Kölner Rheininsel in der Höhe der Altstadt-Süd.

## Lage
Die Rheininsel Werthchen lag nur durch eine schmale Fahrrinne getrennt vor der am Rheinufer befindlichen Kölner Stadtmauer, unterhalb des Bayenturms flussabwärts bis etwa St. Maria Lyskirchen. Im gesamten Rhein gab es mehrere solcher natürlichen Inseln, die am Mittel- und Niederrhein als Werth bezeichnet werden (siehe etwa Grafenwerth, Nonnenwerth, Kaiserswerth).

## Geschichte
Die im Mittelalter durch einen Rheinarm am Katharinengraben nördlich des Bayenturms entstandene Rheininsel erscheint erstmals urkundlich 1446 als „up der warden buyssen Beyers“ und 1473 schließlich als „das Wert bei Baien an der Arken“. Wegen ihrer geringen Ausdehnung von 720 Metern Länge und bis zu 40 Metern Breite heißt sie fortan im Diminutiv „Werthchen“. Zu Beginn des 13. Jahrhunderts fanden auf dem Werthchen noch Hinrichtungen statt.

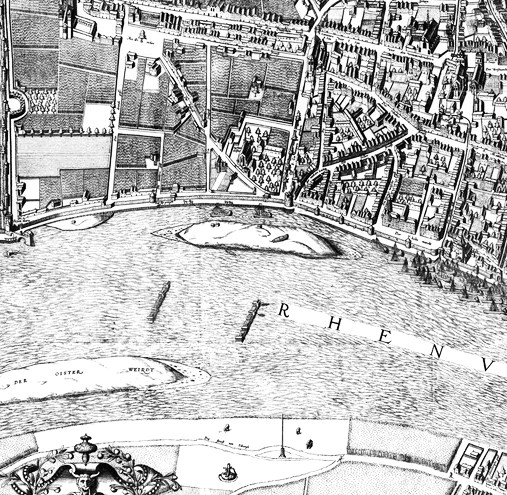
Das Werthchen auf Arnold Mercators Kölner Stadtansicht von 1570
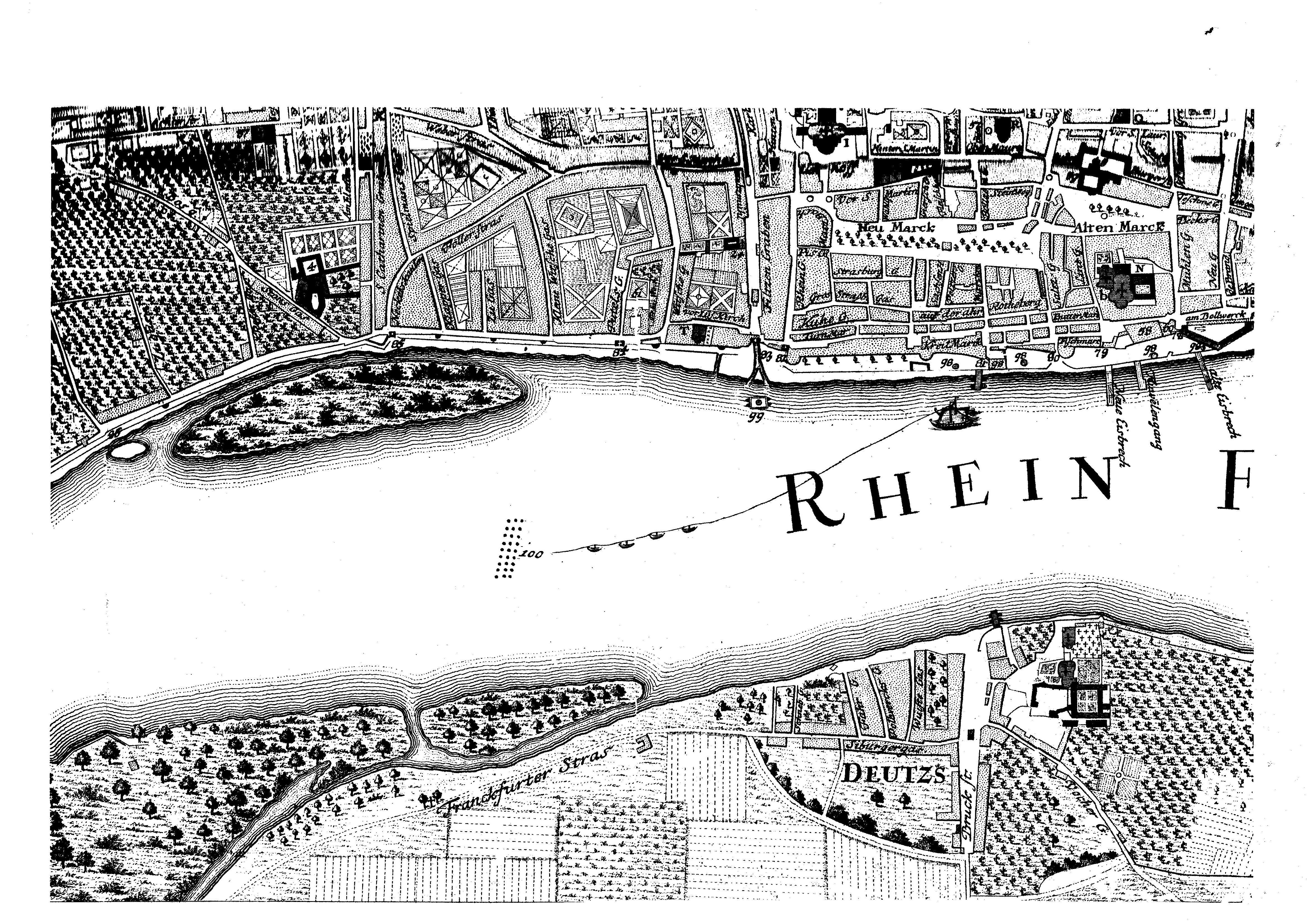
Kölner Stadtplan von 1752 – Das Werthchen auf Johann Valentin Reinhardts Stadtansicht von 1752
Rhein-Au – Pavillon (um 1840)
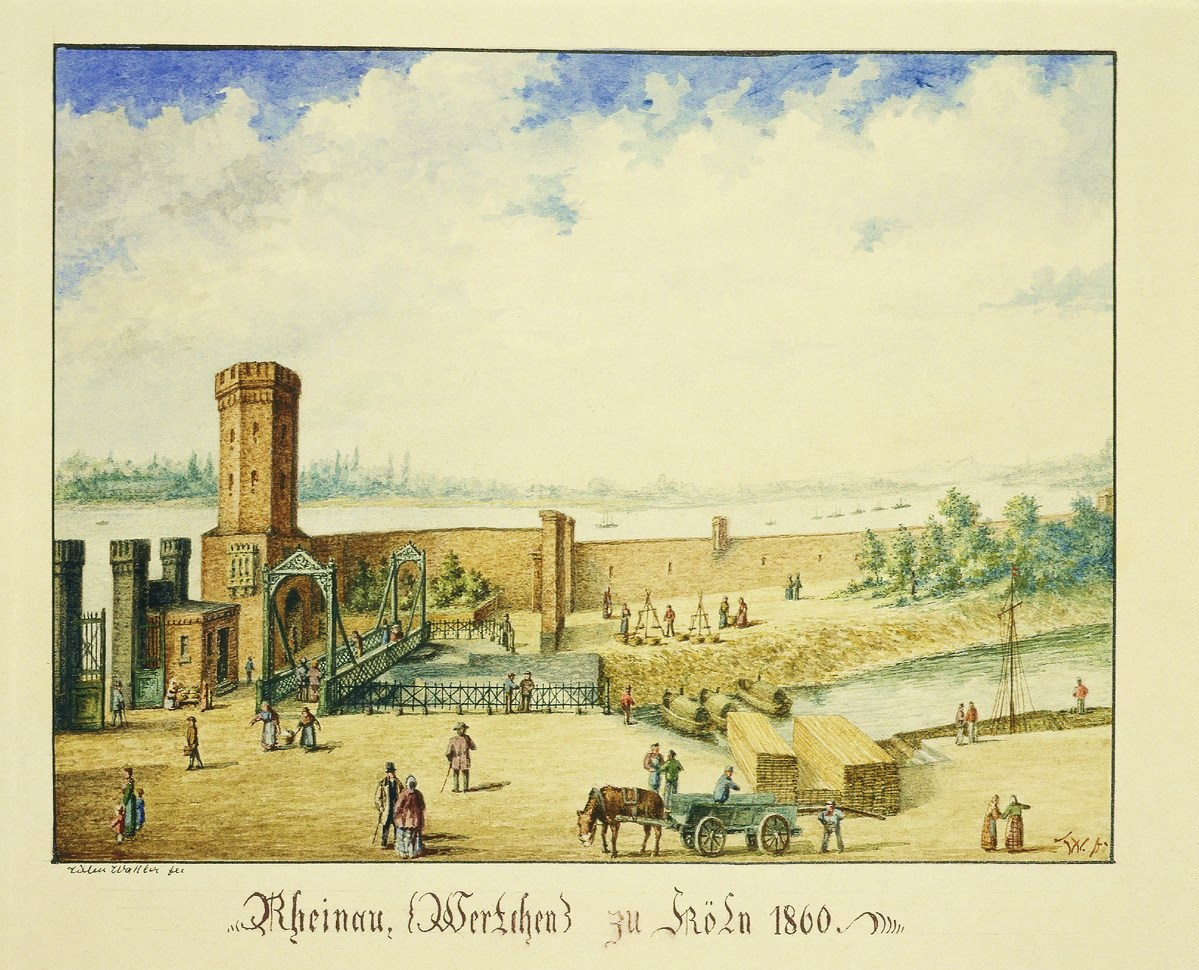
Werthchen zu Köln, Gemälde von Tilmann Watler (1860)

### Frühe Nutzung
Das Werthchen wurde nicht nur zum Bau von Schiffen genutzt, sondern auch landwirtschaftlich und später als Naherholungsziel für die Kölner. Die Funktion als Werftstandort wird besonders deutlich auf dem Ausschnitt der Kölner Stadtansicht von 1531 des Anton Woensam. Dieser zeigt den gleichzeitigen Bau von zwei kleineren Schiffen und einem großen oberländischen Handelsschiff. Offenbar ist auf der Insel der Arbeitsplatz zahlreicher Werftarbeiter. In der Nähe des Werthchens arbeiteten im Strom die Kölner Rheinmühlen, die durch den Fluss angetrieben wurden und den großen Teil der Mahlarbeiten für die Stadt abwickelten. Sie wurden offenbar vom Werthchen aus mit starken Mannschaften manövriert. Woensams Bild zeigt gleichzeitig die Nutzung als Viehweide. Auf der Insel waren Bleichplätze. Auch in der Kölner Stadtansicht von 1570 des Arnold Mercator ist die Rheininsel eingezeichnet und zeigt in der Höhe des Holzmarkts am Ufer liegende Schiffe. Die Insel selbst weist bei ihm lediglich 3 Häuser und ein Boot auf. In Reinhardts Kölner Stadtplan von 1752 sind lediglich Wald und Wiesen zu sehen.

### Gartengestaltung
Eine Grafik des Kölner Stadtmuseums von 1825 zeigt das Werthchen vollständig mit Baum- und Buschbewuchs bedeckt. Hier standen Pappeln, Erlen, Linden und Weiden. Seit 1833 nutzte die Kölner Bevölkerung diese Rheininsel als Erholungsgebiet. In jenem Jahr schloss die Stadt mit dem Gasfabrikanten Conrad Joseph Stroof einen Vertrag, wonach dieser eine Brücke und auf der Insel einen Pavillon mit Restauration bauen sollte. Im Pavillon der Insel brannte die erste Gaslaterne Kölns. Bereits am 13. Juli 1833 konnte der Kunsthistoriker Sulpiz Boisserée den im Stil eines Englischen Gartens angelegten Park „auf dem Werth“ besuchen, der fortan „die Au“ hieß.
Gartendirektor Jakob Greiß übernahm 1833 die weitere Gestaltung der Insel. Auch eine kolorierte Aquatinta Johann Adolf Lasinskys von 1845 zeigt eine dichte Bewaldung der Insel. Ein Aquarell von Tillmann Wattler aus 1850 zeigt eine kleine Brücke zwischen dem – ebenfalls baumgesäumten – Rheinufer und der Insel. Gartengestalter Anton Strauß baute im Jahre 1868 die Rheinau-Anlage auf dem Werthchen um, später folgte die Gestaltung von Teilen der Kölner Grüngürtel. Das  „Werthchen“ war mit seinem Ausflugslokal in den 1870er Jahren einer der Lieblingsaufenthaltsorte der Kölner Familien im Süden der Stadt.

### Rheinauhafen
Stadtbaumeister Bernhard Wilhelm Harperath und Festungsingenieur Carl Schnitzler planten 1847 eine Verbindung des südlichen Teils der Rheininsel mit dem linken Rheinufer, um aus der Insel eine Halbinsel entstehen zu lassen. Die Bauarbeiten am Werthchen begannen noch 1847 und führten zur Schließung der südlichen Flusspassage. 1848 entwarf Johann Anton Wallé die Anlage eines Sicherheitshafens am Werthchen. Am 3. Juli 1891 beschloss der Rat der Stadt Köln den Hafenbau unter Einbeziehung des Werthchens und bewilligte hierfür knapp 20 Millionen Mark. Das hierdurch neu entstandene, nur von Norden her zu erreichende Hafenbecken wurde vollständig von Werftmauern eingefasst. Zwecks Überwachung der nördlichen Einfahrt wurde 1855 auf der nördlichen Inselspitze der neugotische Malakoffturm fertiggestellt, der dem mittelalterlichen Bayenturm in seiner Gestaltung nachempfunden war.
Das nunmehr im Rheinauhafen als Halbinsel fungierende Werthchen erhielt beidseitig Uferbefestigungen und wurde bis zu 77 Meter Breite vergrößert. Lagerhäuser, Hafen- und Zollamt sowie Hafenkräne und Gleisanlagen wurden auf der Halbinsel errichtet. Bereits 1891 verpflanzte die Stadt 76 große Linden bei der Neuanlage des Rathenauplatzes. Nach 8-jähriger Bauzeit wurde am 14. Mai 1898 hier der Rheinauhafen feierlich eröffnet. Er war bis 1970 Kölns wichtigster Hafen und verlor in jenem Jahr den größten Teil seiner Hafenfunktionen an den Hafen Niehl I.